# Škoda Vision 7S
Škoda Vision 7S je plně elektrické SUV, u kterého se očekává, že bude vystavěn na novém designovém stylu automobilky Škoda Auto Modern Solid, který převezmou všechny její budoucí sériové modely.

## Přehled
Koncept byl Škodou přestaven 22. března 2022 s rozostřeným obrázkem exteriéru a 15. července 2022 s náčrtem interiéru, 16. srpna 2022 byl zveřejněn náhled interiéru a poté 23. srpna 2022 znovu exteriér.
Dne 30. srpna 2022  Škoda plně odhalila koncept, který má být elektrickou náhradou modelu Kodiaq s dojezdem 595 km.
Krátce poté výrobce odhalil své nové logo, které je pokračováním nového designového stylu značky odhaleného společně s konceptem.